# 六氯合钛(IV)酸铊(I)
六氯合钛(IV)酸铊(I)是一种配位化合物，化学式为Tl2[TiCl6]。它可由氯化亚铊在熔融三氯化锑中和略过量的四氯化钛反应制得，或由碳酸亚铊和四氯化钛的乙酰氯溶液反应得到。它的电子、光学和热电性质已有理论计算研究。